# Silent Hill 2 (игра, 2024)
Silent Hill 2 (транскрипция: «Сайлент Хилл 2», дословно с англ. — «Тихий холм — 2», яп. サイレントヒル2 Саирэнто Хиру 2) — компьютерная игра в жанре психологического survival horror, разработанная польской студией Bloober Team и изданная японской компанией Konami Digital Entertainment. Представляет собой ремейк второй части серии. Игра выпущена на консоли PlayStation 5 как временный эксклюзив в течение года после издания, а также на операционной системе Windows через цифровой магазин Steam. Выход ремейка состоялся 8 октября 2024 года.
Главным героем Silent Hill 2 является Джеймс Сандерленд, который получает письмо от своей супруги Мэри, умершей за некоторое время до начала основных событий игры. В письме она сообщает, что ждет его в Сайленте Хилле в их «особом месте». Действие происходит в двух параллельных, искаженных измерениях города — на его улицах и в зданиях безлюдно и бродят монстры. Геймплей представляет из себя хоррор с элементами выживания и решениями головоломок.
Игра получила в целом положительные отзывы критиков и разошлась тиражом в миллион копий за три дня после выхода.

## Игровой процесс
Silent Hill 2 имеет вид от третьего лица, похожий на ремейки франшизы Resident Evil. По сравнению с оригинальной игрой с её статичной камерой, боевая система была изменена под новую динамичную камеру из-за плеча. Джеймс использует два вида оружия ближнего боя (за исключением бонусного — бензопилы) и три вида огнестрельного оружия. Большинство сцен из оригинальной игры ремейк воспроизводит покадрово. Локации также в основном соответствуют оригиналу, однако теперь можно заходить в ранее закрытые заведения города, а интерьер помещений стал более разнообразным. Помимо сражений с мутантами, игрок должен находить предметы (например, ключи) и решать головоломки, сложность которых можно выбрать в начале игры. Для подчёркивания атмосферы прошлого добавлен «фильтр 90-х» с эффектом зернистости, цветокоррекцией и другими настройками. Кроме того, присутствует возможность отключить все элементы пользовательского интерфейса и ориентироваться по звуку и поведению главного героя — Джеймс смотрит в сторону противника, предмета или интерактивного элемента локации, даже когда камера на них не наведена.

## Сюжет
Главный герой Silent Hill 2 — молодой клерк по имени Джеймс Сандерленд. Он получает письмо от своей жены Мэри, которая умерла от болезни три года назад. В письме Мэри зовет Джеймса приехать в небольшой курортный городок Сайлент Хилл, где они когда-то хорошо провели время, в их «особое место». Джеймс следует её приглашению и отправляется в Сайлент Хилл. Город окутан туманом, заброшен и полон монстров.

## Разработка
| Системные требования | Системные требования                           | Системные требования                          |
| -------------------- | ---------------------------------------------- | --------------------------------------------- |
|                      | Минимальные                                    | Рекомендуемые                                 |
| Windows              |                                                |                                               |
| ОС                   | Windows 10                                     | Windows 10                                    |
| ЦПУ                  | Intel Core i5-8400 или AMD Ryzen 3 3300X       | Intel Core i7-8700K или AMD Ryzen 5 3600X     |
| Объём ОЗУ            | 12 Гб                                          | 16 Гб                                         |
| Место на диске       | 50 Гб свободного пространства                  | 50 Гб свободного пространства                 |
| Видеокарта           | AMD Radeon RX 5700 или NVIDIA GeForce GTX 1080 | NVIDIA GeForce RTX 2080 или AMD Radeon 6800XT |
| Звуковая плата       | DirectX 12 совместимая карта                   | DirectX 12 совместимая карта                  |

Разработкой обновлённой версии игры занималась польская студия Bloober Team, известная по компьютерным играм в жанре психологического хоррора: Layers of Fear, Blair Witch и The Medium. Ремейк создан на игровом движке Unreal Engine 5. В разработке также принимали участие создатели оригинальной игры: геймдизайнер Масахиро Ито и композитор Акира Ямаока.
В 2021 году Bloober Team объявила, что заключила стратегическое соглашение о сотрудничестве с Konami, которое включало совместную разработку неназванного контента и обмен ноу-хау. При этом японская компания отказалась делиться какой-либо информацией. В мае 2022 года руководитель Bloober Team Пётр Бабено не стал комментировать сведения о разработке обновлённой Silent Hill 2, потому что студия ценит отношения с партнёрами. В октябре 2022 года ремейк был официально анонсирован во время презентации Silent Hill Transmission, наряду с другими играми франшизы (Silent Hill f, Silent Hill: Townfall и Silent Hill: Ascension), а также фильмом «Возвращение в Сайлент Хилл».
В конце марта 2023 года создатели прокомментировали слухи о завершении разработки: «Неправда, будто мы объявили, что Silent Hill 2 готов к релизу» и подчеркнули, что информацию о выпуске сообщит издатель Konami. 27 ноября 2023 года Bloober Team опубликовала обращение к поклонникам, заверив, что производство идёт без проблем и соответствует графику. В финансовом отчёте 25 апреля 2024 года было заявлено, что разработка находится в завершающей стадии. В конце мая 2024 года разработчики сообщили, что игра выйдет 8 октября 2024 года на платформах PlayStation 5 и Windows. Основное прохождение займёт примерно 16—18 часов, сказал креативный директор и ведущий дизайнер Матеуш Ленарт. Для поиска всех собираемых предметов понадобится более 20 часов, без учёта перепрохождений (при активации «Новой игры+») на другие возможные концовки.
Обосновывая свое решение сделать ремейк именно Silent Hill 2, Bloober Team признались, что данная часть гораздо более эмоциональная и личная, чем первая и третья части, и в целом «соответствует их ДНК». Геймдизайнер Матеуш Ленарт подчеркнул, что сотрудники студии всегда были поклонниками историй про эмоции и переживания конкретных людей, про путешествие к правде о самом себе, а оккультизм и потусторонние миры интересуют их гораздо меньше. Продюсер Мацей Гломб сказал, что на месте Konami он был дал зелёный свет ремейку гораздо раньше. Пётр Бабено рассказал, что Bloober Team просила Konami дать разработчикам сосредоточиться в том числе на версии для Windows, а не только для PlayStation, которая была и остается основным рынком для японского издателя. Konami были довольны сотрудничеством и пообещали, что оно продолжится в будущем.
В команде разработчиков существовали расхождения: Масахиро Ито и Акира Ямаока предлагали внести изменения, Bloober Team выступала за соответствие оригиналу. Без нововведений в итоге не обошлось: например, появилось больше сражений с монстрами, первый бой происходит позднее, чем в первоисточнике, поведение Джеймса стало другим.
Демоверсия ремейка Silent Hill 2 была показана 28 сентября 2024 года на Tokyo Game Show. 4 октября 2024 года вышел релизный трейлер. 6 октября 2024 года обладатели расширенного издания получили предварительный доступ к игре. 8 октября 2024 года состоял релиз. Консольная версия для PlayStation 5 останется эксклюзивной до 8 октября 2025 года. Также игра получила поддержку PlayStation 5 Pro.
21 октября 2024 года было выпущено обновление, которое улучшало анимацию при переключении оружия в режиме прицеливания, а также исправляло технические проблемы с загрузкой текстур окружения и «застреваниями», ошибку с выбором другого языка в «Новой игре+» на PlayStation 5. Для Windows было уменьшено количество багов последней версии DLSS, добавлены опция по регулированию визуальных настроек, которые могли вызывать проблемы с производительностью, поддержка FSR 3.1.1, обновлены Intel Nanites, повышена оптимизация на Steam Deck. 25 октября 2024 года разработчики объявили об устранении критической ошибки с головоломкой-кубом в лабиринте, из-за чего дальнейшее продвижение по локации становилось невозможным.

## Восприятие до релиза
Бывший редактор сайта DTF Олег Чимде посчитал, что на решение Konami создать ремейк второй части серии повлиял успех ремейка Resident Evil 2 от Capcom. Он назвал польских разработчиков из Bloober Team большими поклонниками Silent Hill 2, а их игру The Medium назвал явно вдохновлённой оригинальной игрой. Автор статьи выразил сожаление, что в руки Bloober Team попал не новый проект, а ремейк уже существующего, однако выразил уверенность, что качество игры будет хорошим, так как вкупе с польской студией работают одни из создателей оригинальной игры — художник Масахиро Ито и композитор Акира Ямаока. Чимде также похвалил графическую составляющую будущего ремейка, показанную в анонсирующем трейлере: «Выглядит игра шикарно, к этому даже нечего добавить. Красивый визуальный ряд, проработанная мимика, кинематографичность. К тому же, ремейк делают на Unreal Engine 5». Идея создать обновлённую версию самой популярной части франшизы была названа Чимде «чертовски логичной и безопасной», ибо, по его мнению, её очень сложно испортить, а история в ней достаточно простая. При этом журналист ожидает от Silent Hill 2 в подаче Bloober Team не столько дословного повторения старого материала, сколько «чего-то нового». По мнению Чимде, разработчики могут, например, более подробно показать историю таких персонажей, как Мэри, Эдди Домбровски, Анжелы Ороско и девочки Лоры, ибо, считает журналист, в оригинальной игре им явно не было уделено достаточно внимания. В итоге автор выразил уверенность в силах и способностях Bloober Team в создании качественной игры.
Сэм Барлоу назвал ремейк «тяжким бременем», который неизвестно как «можно сделать, не расстроив людей». Барлоу пожелал Bloober Team удачи и добавил, что ему бы понравилась версия Silent Hill, которая используется «как платформа для ряда интересных игр в жанре психологического ужаса». «Сумеречная зона» и другие подобные франшизы показывают, что нужно делать, но важно, какими способами пойдёт разработка.
Трейлер игры, опубликованный 1 февраля 2024 года в рамках презентации State of Play, вызвал разочарование у многих игроков. Критике подверглись анимация сражений, звук и наличие в боях с монстрами элементов QTE. Некоторые пользователи заметили, что результат выглядит гораздо менее впечатляющим, чем в ремейке Resident Evil 2. Сотрудник Bloober Team и композитор Аркадиуш Рейковский ответил, что разработчики не принимали участия в звуковом оформлении данного видео и это от них не зависело. Руководитель студии Пётр Бабено заявил, что маркетингом занимается Konami и трейлер не отражает текущее состояние игры. Авторы назвали ремейк самой серьёзной проверкой их возможностей и выразили уверенность в конечном результате, чтобы удовольствие получили как проходившие оригинал более 20 лет назад, так и те, кто впервые познакомится с серией.
13 минут игрового процесса, показанные 30 мая 2024 года, во время Silent Hill Transmission, разделили фанатское сообщество. Особенно это касалось лиц Джеймса, Марии и Анжелы. Некоторые игроки начали отменять предзаказы, утверждая, что над ремейком работают консультанты из компании Hit Detection (специалисты по увеличению представленности дискриминируемых групп, аналог Sweet Baby Inc) и в нем будут следы толерантной «повестки». Продюсер Мотои Окамото объяснил, что если бы команда разработчиков была сформирована только в Японии, ремейк мог получиться совсем другим. Пётр Бабено призвал игроков довериться Bloober Team и «дать им шанс», добавив, что студия придерживается принципа не вдаваться в детали, чтобы не завышать ожидания до выхода игры. Он похвалил, тем не менее, фанатов за всю конструктивную критику, назвав её «бесценной для доработки проекта перед выпуском». По словам Бабено, сотрудники старались сделать всех поклонников счастливыми, но в то же время оставаться верными себе: «Я очень надеюсь, что когда люди пройдут игру, они поймут, что выбор, который мы сделали, был лучшим из возможных».
Сюжетный трейлер, продемонстрированный 19 августа 2024 года, критики в целом восприняли положительно, отметив визуальную составляющую игры, атмосферу ужаса (туман, звуки, саундтрек) и изменения в геймплее благодаря виду от третьего лица, камере из-за плеча, а также возможности уклоняться от атак врагов быстрым движением в сторону, что не присутствовало в оригинале. GamesRadar+ указал на технические проблемы, связанные с переключением в режим производительности, чтобы добиться плавности игрового процесса с частотой 60 кадров в секунду. Также вопросы вызвали диалоги, которые показались обозревателям слишком банальными, и необходимость открывать большое количество ящиков в поисках ресурсов — процесс напоминает The Last of Us. По мнению IGN, Silent Hill 2 ближе к обновлённой Shadow of the Colossus, чем к ремейку Resident Evil 2.

## Критика после релиза
| Сводный рейтинг       | Сводный рейтинг          |
| Агрегатор             | Оценка                   |
| --------------------- | ------------------------ |
| Metacritic            | 87/100 (PC) 86/100 (PS5) |
| OpenCritic            | 87/100                   |
| «Критиканство»        | 85/100                   |
| Иноязычные издания    |                          |
| Издание               | Оценка                   |
| 4Players              | 8/10                     |
| Destructoid           | 7,5/10                   |
| Edge                  | 8/10                     |
| Eurogamer             | [ 54 ]                   |
| Famitsu               | 35/40                    |
| GameRevolution        | 10/10                    |
| GameSpot              | 9/10                     |
| GamesRadar+           | [ 58 ]                   |
| GameStar              | 86/100                   |
| Hardcore Gamer        | 4/5                      |
| IGN                   | 8/10                     |
| Jeuxvideo.com         | 17/20                    |
| NME                   | [ 63 ]                   |
| PCGamesN              | 7/10                     |
| PC Gamer (US)         | 78/100                   |
| Push Square           | 9/10                     |
| Shacknews             | 9/10                     |
| The Guardian          | [ 68 ]                   |
| VG247                 | [ 69 ]                   |
| Video Games Chronicle | [ 70 ]                   |
| Русскоязычные издания |                          |
| Издание               | Оценка                   |
| 3DNews                | 9/10                     |
| GameMAG.ru            | 9/10                     |
| PlayGround.ru         | 8,5/10                   |
| Riot Pixels           | 78 %                     |
| StopGame.ru           | Изумительно              |
| «Игромания»           | 7,5/10                   |
| «НИМ»                 | 9,1/10                   |

Первые оценки, опубликованные 4 октября 2024 года, в целом оказались положительными, рейтинг версии для PlayStation 5 на Metacritic составил 86 баллов из 100 возможных. Рецензенты отметили, что разработчики, несмотря на сомнения части аудитории, смогли удачно воссоздать Silent Hill 2, сохранив верность оригиналу и в то же время расширив его. Также критики похвалили атмосферу, локации, новую боевую систему, изменение загадок, работу со звуком и саундтреком, переосмысление боссов. Столкновения с последними стали намного более интересными, чем в первоисточнике. В числе минусов отмечалось, что темп игры иногда падает и она ощущается затянутой, в некоторых зданиях сложно ориентироваться из-за похожих интерьеров. Некоторым обозревателям показалось, что авторы оставили слишком много припасов для игроков. В итоге ремейк — «отличный повод вернуться в Silent Hill 2 или познакомиться с серией». С другой стороны, отдельные издания сочли, что игра могла быть лучше, отчасти ей не хватает более деликатного отношения к серьёзным темам, следовало доработать темп повествования и обойтись без нововведений.
В версии для Windows были выявлены проблемы, связанные с движком Unreal Engine 5: падение производительности, отсутствие плавности, ограничение в 30 FPS для анимации тканей, статтеринг при включенной вертикальной синхронизации. Хотя параметры графики на персональных компьютерах лучше по сравнению с PlayStation 5 (динамическое масштабирование разрешения, глобальное освещение и отражения за счёт аппаратного ускорения), Digital Foundry указала на замедление анимации, которым страдала также Star Wars Jedi: Survivor.
Масаси Цубояма, руководитель Silent Hill 2, в качестве главой заслуги ремейка назвал его доступность для нового поколения игроков, которые могут и не знать про оригинальную игру. Ключевой особенностью Цубояма считает не улучшенную графику, а изменение положения камеры. В игре, вышедшей в 2001 году, глубина и угол обзора были ограничены техническими возможностями того времени. По словам Цубоямы, «это был непрерывный процесс тяжёлой работы, которая никак не вознаграждалась». Переход к стандартной камере от третьего лица и прицеливанию из-за плеча оказывает значительное влияние бой и дизайн уровней, многое меняет в ощущениях от прохождения и добавляет реализма. Масахиро Ито призвал игроков быть взрослее и перестать оскорблять актёров, предоставивших свою внешность персонажам после того, как некоторые пользователи называли их «уродливыми». Дизайнер также заблокировал всех пользоватедей X, обвинявшие его в проблемах с ремейком.
DSOGaming присудил Silent Hill 2 третье место в списке 10 игр с лучшей графикой 2024 года. «Игромания» поставила ремейк на третью позицию в категориях лучшее приключение и визуальный стиль в играх 2024 года. В 2025 году продюсер и руководитель Cronos: The New Dawn Яцек Земба сказал, что после выхода Silent Hill 2 команда перестала постоянно чувствовать себя аутсайдерами: «Мы доказали, что люди ошибались, и это здорово». Скептицизм вокруг разработки «был очень тяжёлым испытанием для всей компании», многие пользователи считали, что студия не справится. Но благодаря успеху игроки стали больше интересоваться проектами Bloober Team.

## Продажи
Ремейк занял 2 место по продажам в Великобритании с 6 по 12 октября 2024 года. По состоянию на 11 октября 2024 года Konami сообщила, что тираж в мире превысил 1 миллион копий, включая физические и цифровые носители. На 21 октября 2024 года 78 % продаж в Европе пришлось на PlayStation 5 и только 22 % — на Windows. Таким образом Silent Hill 2 смогла обойти по стартовой прибыли Alan Wake 2 и The Callisto Protocol, но осталась позади ремейка Dead Space. В январе 2025 года Konami сообщила, что игра разошлась тиражом более чем 2 млн копий с момента релиза. В отчёте издатель отметил, что успех ремейка наряду с eBaseball: MLB Pro Spirit и Professional Baseball Spirits способствовал увеличению прибыли c апреля по декабрь 2024 финансового года.

## Награды
Silent Hill 2 получил премию IGN Japan Awards за лучшее звуковое оформление, сюжет и игру года, а также IGN Awards за лучшую игру в жанре ужаса. Кроме того, ремейк был отмечен на The Horror Game Awards 2024 в категориях «лучшая актёрская игра» — Люк Робертс в роли Джеймса Сандерленда, «лучший саундтрек» — Акира Ямаока, «лучший survival horror» и «игра года»; Steam Awards — «выдающийся визуальный стиль». Однако на Golden Joystick Awards и The Game Awards игра не удостоилась ни одной награды. Игра года по версии редакции StopGame.ru. Почётное упоминание на Game Developers Choice Awards 2025.